# Astaena corumbana
Astaena corumbana är en skalbaggsart som beskrevs av Moser 1921. Astaena corumbana ingår i släktet Astaena och familjen Melolonthidae. Inga underarter finns listade.